# Jeff Mills
Jeff Mills (n. 18 iunie 1963 în Detroit) este un DJ american, compozitor și producător de muzică techno. În anii optzeci, Mills a fost un disc jockey influent pe postul de radio WJLB din Detroit, fiind cunoscut ca The Wizard. 
La sfârșitul anilor optzeci Mills a fondat împreună cu "Mad" Mike Banks colectivul techno Underground Resistance. S-a mutat la New York și, după o scurtă perioadă petrecută la Berlin, se stabilește în Chicago. Aici a fondat în 1992, cu Robert Hood, casa de discuri Axis Records, concentrându-se pe un sunet mai minimal.